# Вивиани, Аттилио
Аттилио Вивиани (итал. Attilio Viviani); (род. 18 октября 1996, Оппеано, Венеция) — итальянский профессиональный шоссейный велогонщик, выступающий с 2020 года за команду мирового тура «Cofidis». Младший брат профессионального велогонщика Элиа Вивиани.

## Достижения

### Трек
2014
1-й  Чемпион Европы — Скрэтч (юниоры)
1-й  Чемпион Италии — Командный спринт  (юниоры)
2018
3-й Чемпионат Италии — Омниум
3-й Чемпионат Италии — Мэдисон 
4-й Чемпионат Европы — Гонка на выбывание U23

### Шоссе
2015
1-й Trofeo Lampre U23
3-й Coppa Comune di Livraga U23
2016
1-й Coppa Ardigò U23
1-й Trofeo Lampre U23
2-й Coppa Belricetto U23
3-й Coppa 1° Maggio U21
3-й Mémorial Guido Zamperioli U23
2017
3-й Circuit de Sant'Urbano U23
2019
1-й Схал Селс
1-й Mémorial Vincenzo Mantovani U23
1-й Mémorial Gianni Biz U23
2-й Coppa San Bernardino
2-й La Bolghera U23
2-й Circuito del Termen U23
2-й Trophée Stefano Fumagalli U23
2-й Gran Premio d'Autunno U23
3-й Trofeo Papà Cervi
2020
1-й — Этап 3 La Tropicale Amissa Bongo